# Bitka za Split 1943.
Bitka za Split vođena je između snaga Narodnooslobodilačke vojske Jugoslavije i snaga Wehrmachta i NDH od 11. rujna do 2. listopada 1943., s ciljem obrane Splita nakon kapitulacije Italije.
Nakon kapitulacije Italije, narod Splita predvođen mjesnim narodnooslobodilačkim odborima 9. rujna je preuzeo vlast u gradu i okolini i razoružao jedinice talijanskog XVIII korpusa. Tijekom narednih dana u Split i okolinu stigli su Prva dalmatinska brigada NOVJ-a i Splitski partizanski odred.
U okviru Operacije Osovina, a s ciljem preuzimanja talijanskog oružja i osiguravanja odanosti talijanske vojske, zapovjedništvo njemačke 2. oklopne armije uputilo je u prema Splitu dijelove 7. SS divizije. Ovi dijelovi su se zračnim desantom iskrcali u Sinju, i zatim s 27. ustaškom bojnom nastavili napredovanje prema Splitu, zauzevši 11. rujna Klis. Tu su bili zaustavljeni i opkoljeni od jedinica NOVJ-a. Građanstvo Splita i okoline masovno se priključilo jedinicama NOVJ-a.
Obje strane morale su pojačavati svoje snage. Nijemci su prebacivali nove kontingente zračnim putem u Sinj, a preostali dio 7. SS divizije, ojačan 92. motoriziranim pukom, krenuo je u nastupanje kopnenim putem iz pravca Imotskog. S druge strane, od 16. rujna u srednju Dalmaciju ušle su Prva proleterska i Četvrta krajiška divizija NOVJ-a. Kopnena njemačka kolona bila je poražena i odbačena 18. rujna kod sela Zvečanja. Treća krajiška brigada NOVJ-a stigla je 20. rujna u okolinu Sinja i prekinula zračni promet.
Nakon neuspjelog napada Treće i Šeste krajiške brigade na Sinj 22./23. rujna, situacija za branitelje znatno se pogoršala. Sedma SS divizija i 92. motorizirani puk s mostobrana na Cetini počevši od 23. rujna snažno su prodirali prema liniji Split - Sinj s istoka, a 114. divizija iz oblasti Šibenika i Drniša sa zapada. Stožeri NOVJ-a donijeli su 24. rujna odluku o uništenju svih vojnih postrojenja i evakuaciji Splita. Nakon borbi s partizanskim zaštitnicama, dijelovi 7. SS divizije ušli su u Split 27. rujna. Prilikom nastupanja prema Splitu i uspostavljanja njemačko-ustaške vlasti, ove formacije vršile su bezobziran teror i ubile više stotina civila.
Nakon ulaska u Split, njemačke snage nastavile su napad na položaje NOVJ-a na planini Mosor, radi osiguravanja Splita i uklanjanja prijetnji. Dana 2. listopada jedinice NOVJ-a povukle su se s Mosora radi reorganizacije, formiranja Osmog korpusa i sudjelovanja u borbama za Livno.

## Preuzimanje narodne vlasti u Splitu
U Splitu je bilo sjedište talijanskog XVIII armijskog korpusa 2. armije (SUPERSLODA). U gradu i okolini koncentrirala se glavnina divizije "Bergamo" (izuzev 25. puka u Sinju), i znatne korpusne, karabinjerske i mornaričke snage. Povodom kapitulacije Italije, stožer 2. oklopne armije naredio je 7. SS diviziji da zaposjedne Dalmaciju između Dubrovnika i Splita, osigura lojalnost talijanskih snaga i ne dozvoli da njihovo oružje i oprema padnu u ruke snaga NOVJ-a.
U okolini Splita nije bilo jačih formacija NOVJ-a. Tijekom prethodne godine, veliki broj boraca iz Dalmacije u sastavu svojih jedinica borio se u drugim krajevima zemlje. Na primjer, na Sutjesci se borio 1091 Splićanin, a 557 ih je poginulo. Unatoč gubitcima i odljevu boraca, borbeno raspoloženje bilo je i dalje snažno. Na poziv Narodnooslobodilačkog odbora, na ulice Splita 9. rujna uvečer izašla je velika masa građana, i zahvaljujući tome, NOO je već toga dana preuzeo stvarni kontrolu nad gradom. 
Partizanski predstavnici poveli su pregovore o predaji sa zapovjedništvom u Splitu, kao i s lokalnim zapovjedništvima u okolnim mjestima.
Grupa bataljuna Branka Dude tijekom 10. i 11. rujna je bez borbe razoružala talijanske posade duž željezničke pruge Perković - Kaštel Stari, a Šibenski bataljun iz te grupe ušao je u Trogir i Divulje i tamo zajedno sa stanovništvom razoružao talijanske jedinice.
Konačan sporazum o predaji zapovjednik divizije general Becuzzi potpisao je u prisustvu britanskog bojnika Deakina 16. rujna. U ime NOVJ-a predaju je prihvatio general Koča Popović, zapovjednik Prvog proleterskog korpusa NOVJ-a.

## Suprotstavljene snage

### Snage Osovine
- 7. SS divizija
- 114. lovačka divizija
- 92. motorizirana pukovnija
- XXVII. stajaća djelatna bojna Ustaške vojnice

### Partizanske snage
- Prva proleterska divizija NOVJ-a
- Četvrta krajiška divizija NOVJ-a
- postrojbe IV. operativne zone Hrvatske

## Borbe oko Klisa i Sinja
Klis je mjesto i tvrđava koja svojim položajem dominira područjem Splita. U tvrđavi Klis nalazilo se oko 700 talijanskih vojnika. Dana 10. rujna predstavnici Splitskog partizanskog odreda pregovarali su o njihovoj predaji. Međutim, lokalni talijanski zapovjednik je odbio predati oružje, prihvativši obavezu savezničke borbe i pružanja otpora Nijemcima.
U Sinju su se kao posada nalazili talijanska 25. pješadijska pukovnija i XXVII. ustaška bojna. Pripremajući se za talijansku kapitulaciju, 7. SS divizija prebacila je 8. rujna zračnim transportom dvije satnije 1. bojne 1. (13.) SS pukovije. Ove snage su uz pomoć ustaša osigurale lojalnost Talijana.
Tijekom 10. rujna i ostale satnije ove SS bojne prebačene su u Sinj. Ova bojna, ojačana ustaškim dijelovima, krenula je 11. rujna u 11:45 u nastupanje prema Splitu, da bi, prema naređenju, spriječila evakuaciju Talijana morskim putem. Istog dana na put između Sinja i Klisa izbili su dijelovi Prve dalmatinske brigade. Poslije konfuznih susretnih okršaja, njemačka bojna uspjela se probiti do Klisa. Nakon simboličnog otpora, talijanska posada predala se Nijemcima i dozvolila im ulazak u tvrđavu. Tako je već 11. rujna zaprijetila neposredna opasnost od njemačkog prodora u Split.
Međutim, već tijekom tog dana formirane su prve jedinice splitskih dobrovoljaca, koje su izašle na položaje prema Klisu. Na komunikaciji između Klisa i Sinja postupno su se prikupljali bataljuni 1. dalmatinske brigade. Nastala je složena situacija s međusobno isprepletenim borbenim grupama i položajima.
Dana 11. i 12. rujna prebačene su avionima Junkers Ju 52 na sinjski aerodrom 4. bojna 1. SS pukovnije i 7. topnička SS pukovnija 1. divizije, pionirska satnija iste pukovnije i vod topništva. Stožer 1. (13.) SS pukovnije, koji se 10. rujna prebacio u Sinj, formirao je od ovih snaga borbenu grupu "Petersen", i uputio je prema Klisu. Nakon oštrih borbi, ona se 13. rujna uspjela probiti u Klis, ali je nakon ovog prodora Klis blokiran, izolovan i podvrgnut pritisku. Bojnik Petersen preuzeo je zapovjedništvo nad oko 1.800 ljudi u izoliranom uporištu Klis.
Prostor sjeverozapadno od Klisa kao i južno od ovoga zaposjednut od jakih banditskih snaga u izgrađenim poljskim utvrđenjima.
4/1. pod neprekidnim i teškim neprijateljskim napadima, te nakon odstranjivanja brojnih zapreka na cesti Sinj - Klis u 13.30 spojio se sa snagama u Klisu. Od 15.15 grupa vodi teške obrambene borbe s nadmoćnim neprijateljem podržanim topništvom. Tvrđava i mjesto Klis u našim rukama.
Sedam stotima demoraliziranih Talijana u Klisu sudjelovalo u odbijanju neprijateljskih napada. Pri tome 5 Talijana poginulo a 8 ranjeno. Jedna grupa od 50 Talijana zarobljena od strane bandita.
Trenutno su borbe oko Klisa još u tijeku.
Neprijateljska topnička vatra dobro vođena.
14. rujna ujutro grupa "Petersen" krenula je iz Klisa u nastupanje prema Splitu. Napad je bio izvođen uz blisku intenzivnu podršku avijacije. Međutim, grupa "Petersen" naišla je na jak otpor grupe splitskih bataljuna s jakom topničkom skupinom, i morala se povući nazad. 
Sjeverno od Klisa, na cesti prema Sinju, djelovala je Prva dalmatinska brigada i grupa ustaničkih bataljuna pod zapovjedništvom stožera Devete divizije, a između Klisa i Splita grupa bataljuna od koje će biti formirana 4. splitska brigada. Obje grupe, a naročito druga, sastojale su se najvećim dijelom od dobrovoljaca koji su tek dobili oružje, bez ikakvog borbenog iskustva. Ipak, njihovo djelovanje bilo je uspješno.
Pod zapovjedništvom Vojmira Kljakovića formirana je od zaplijenjenog naoružanja topnička skupina.
Poslijepodne u borbe kod Rupotine ubačeno je i šest zaplijenjenih talijanskih tenkova. Izvršen je protunapad, pa su esesovci bili prisiljeni na odstupanje natrag u tvrđavu Klis.
Tijekom noći Klis je bio napadnut s dvije strane. Iako izložena snažnoj vatri, posada se održala zahvaljujući konfiguraciji mjesta kao prirodnog utvrđenja. 
Nakon 14. rujna, grupa u Klisu se grčevito borila za opstanak, dok se grupa u Sinju koja se stalno pojačavala, borila da se probije u Klis i deblokira ga. Ovi su pokušaji ostali bezuspješni i praćeni su mnogobrojnim žrtvama. Tijekom neuspjelog prodora 15. rujna s napadnom grupom bio je i ustaški ministar Edo Bulat, koji je tom prilikom ranjen. Stožer 7. SS divizije u svom dnevnom izvještaju za 16. rujna izvjestio je zapovjedništvo 2. oklopne armije o neuspjelim borbama tog dana, prilikom pokušaja prodora 2. bojne 1. (13.) SS pukovnije iz Sinja u Klis:
Već 12. rujna 7. SS divizija riješila je svoje zadatke u južnoj Dalmaciji, tako da je svoje resurse mogla koncentrirati u oblast Splita. Posada u Sinju neprekidno je bila ojačavana zračnim putem u cilju prodora prema Klisu i Splitu. Stožer 7. SS divizije oformio je motoriziranu napadnu grupu, ojačanu 7. topničkom pukovnijom 8. divizije, s kojom je pod osobnim rukovodstvom zapovjednika divizije oberfuhrera Carla Reichsrittera von Oberkampa, krenuo 16. rujna u nastupanje prema Splitu pravcem Imotski - Zagvozd - Šestanovac - Žrnovnica, u cilju izbijanja obrani Klisa iza leđa. Ova borbena grupa bila je zaustavljena i potučena 17. rujna kod sela Zvečanja od strane omiške grupe bojna ojačane talijanskim topništvom.
Vrhovni stožer NOVJ-a naredio je Prvoj proleterskoj diviziji da nastupi na komunikaciju Imotski - Sinj, a Četvrtoj krajiškoj diviziji na komunikaciju Knin - Sinj i Livno - Sinj. Izašavši pred Sinj, 3. krajiška brigada onemogućila je daljnji zračni promet i pojačala pritisak na grad.
19. rujna pristigla je u Metković ojačana 92. motorizirana pukovnija, pa su stožeri 2. oklopne armije i 15. brdskog korpusa kreirali plan kombiniranog napada na Split snagama 7. SS i 114. lovačke divizije, i 92. motorizirane pukovnije. Bilo je predviđeno da se u Splitsko polje spusti padobranski desant, s ciljem da zarobi "banditske stožere u Splitu" i kompromitira položaje kod Klisa. Istovremeno bi motorizirane snage napale pravcem Sinj - Klis - Split, a snage 114. lovačke divizije pravcem Drniš - Perković prema Trogiru i pravcem Drniš - Muć prema Sinju.
U cilju izvršenja ovih planova stožer 7. SS divizije prebacio se 21. rujna u Imotski, gdje je u širem rajonu prikupio: 1. satniju oklopne brdsko-lovačke bojne divizije, tešku motoriziranu topničku diviziju, stožerne satnije divizije i 1. SS pukovnije, pionirsku bojnu divizije, dijelove svoje protuavionske divizije i kompletnu ojačanu 92. motoriziranu pukovniju. Od ovih snaga formirane su dvije borbene grupe; Hildebrandt i Bischof. Borbena grupa Hildebrandt napala je 22. rujna u 6,30 pravcem Imotski - Lovreć - Cista, a borbena grupa Bischof smjerom Imotski - Studenci - Aržano - Vrpolje - Jabuka .
Jedinice Imotskog sektora i 1. proleterska brigada napadale su ove grupe i nanosile im znatne gubitke, ali ih nisu uspjele zaustaviti. U zahvatu nastupanja, njemačke jedinice izvršile su masakre nad civilnim stanovništvom. Bezobzirnim nastupanjem, prethodnica borbene grupe Hildebrandt 23. rujna u 10,30 sati izbila je na Cetinu kod Trilja, gdje su divizijska stožerna četa i stožerna četa 1. (13.) lovačkog puka formirale mostobran preko Cetine.
Još dok se pripremao prodor ovih motoriziranih grupa, u Sinj je bila prebačena 19. rujna avionima jedna izviđačka satnija, a 20. rujna i 2. bojna 2. SS pukovnije, ali bez 2. satnije koja se nije uspjela iskrcati zbog vatre Treće krajiške brigade na aerodrom, kojom je bio zapaljen jedan Junkers-52. Tijekom noći 22./23. rujna Treća i Šesta krajiška trebale su izvršiti napad na Sinj i likvidirati ovo njemačko-ustaško uporište. Treća krajiška brigada ostvarila je značajne uspjehe na svom sektoru, ali je u zoru morala obustaviti napad, pošto je 6. krajiška brigada bila zadržana borbama kod Vrlike, pa je njezin napad izostao. Stožer 3. krajiške zadržao je jedinice na napadnim položajima, očekujući obnavljanje napada sljedeće noći. Do toga međutim nije došlo zbog izbijanja borbene grupe Hildebrant u Trilj. Kad je tijekom 24. rujna krenulo nastupanje 114. divizije iz Drniša, stožer Prvog proleterskog korpusa i 4. operativne zone Hrvatske donijeli su odluku o evakuaciji Splita.

## Završna faza obrane i evakuacija Splita
Pod zaštitom elastične zadržavajuće obrane, jedinice NOVJ-a evakuirale su talijanska skladišta naoružanja i opreme uz pomoć zaplijenjenih kamiona u pravcu Dinare. Ovaj pokret sustavno je bio ugrožavan njemačkim kopnenim i zračnim napadima. Nakon deblokiranja Klisa 26. rujna, ojačana grupa "Petersen" krenula je u konačno nastupanje prema Splitu, dok je grupa "Hildebrant" štitila njezin napad s pravca sjevera. Posljednje zaštitnice grupe splitskih odreda izvukle su se prema Mosoru tijekom prijepodneva, tako da su tijekom dana  27. rujna, nakon 17 dana borbe, njemačke snage ušle u grad iz kojeg su se evakuirali splitski borci, kao i više tisuća civila.
U naređenju za nastupanje 26. rujna stožer 7. SS divizije izričito je naredio bezobzirni teror nad civilima: 
Postupajući po ovom naređenju, borbena grupa "Petersen", nastupajući od Klisa do Splita ubila je 150 civila prema podacima iznesenim na suđenju grupi časnika poslije rata u Beogradu. Prema izvještaju 6. oružničke pukovnije NDH od 25. listopada 1943., bila su ubijena 103 civila kod svojih kuća
U Splitu je odmah nakon zaposjedanja bio zaveden njemačko-ustaški teror nad Židovima i antifašistički raspoloženim civilima.
Smatrajući da je Split i dalje ugrožen snagama koje se nalaze u njegovoj okolini, stožer 7. SS divizije naredio je istog dana nastavljanje napada radi odbacivanja dalmatinskih bataljuna s masiva Mosora.
Te borbe potrajale su još 5 dana. Dana 2. listopada donesena je odluka da se područje Mosora napusti. Stožer 1. proleterske divizije 1. listopada donio je odluku o napadu na Tomislavgrad, Livno, Kupres i povezana uporišta, pa je u skladu s tim tražio da dalmatinske jedinice zatvore pravce prema sjeveru.

## Značaj i rezultat operacije
Iako nisu uspjele zadržati Split u svojim rukama duže od 17 dana, za snage NOVJ-a je ova obrana bila od velikog značenja. Ona je omogućila evakuaciju talijanskog naoružanja i opreme iz korpusnih skladišta. NOVJ-a je zaplijenila veliki broj topova, minobacača i jedan broj lakih tenkova. Time je njezina vatrena moć bila znatno pojačana.
Osim toga, obrana je omogućila priljev i organiziranje velikog broja novih boraca. U operativne jedinice NOVJ-a tada je stupilo preko 20.000 novih boraca iz Dalmacije. Njima su bile popunjene jedinice Prve proleterske divizije i stvorene su nove jedinice. Ove jedinice su bile prisiljene da bez obuke i organizacijskih priprema odmah uđu u oštre borbe s njemačkim motoriziranim snagama podržavanima avijacijom.
Privremeno relativno zatišje nakon 3. listopada omogućilo je dalmatinskim jedinicama najpotrebniju obuku i reorganizaciju. Tu su grupe bataljuna koje su već od sredine rujna funkcionirale kao brigade, kadrovski ojačane i formalno proglašene brigadama. Grupa splitskih bataljuna koja je 17 dana branila grad od pravca Klisa formirana je kao Četvrta dalmatinska brigada NOVJ-a, a od grupa bataljuna u polukrugu Trogir - Sinj - Omiš formirane su još Treća dalmatinska, Osma šibenska, Deveta trogirska, Deseta cetinska i Jedanaesta biokovska brigada. Bili su formirani i divizijski stožeri (19., 20. i 26. divizija), kao i stožer Osmog dalmatinskog korpusa.

## Gubici
7. SS divizija je nakon operacije izvjestila stožer korpusa o sljedećim vlastitim gubicima:
- poginulih 3 časnika, 9 dočasnika, 79 vojnika;
- ranjenih 20 časnika, 50 dočasnika, 507 vojnika;
- nestalih 4 časnika, 4 dočasnika, 81 vojnik.

Ukupno: 25 časnika, 63 dočasnika, 667 vojnika. Ovi podaci nisu u suglasnosti s izvještajima borbenih grupa diviziji, kao ni izvještajima jedinica NOVJ-a prema kojima bi trebali biti veći.
Prema prikupljenim izvještajima sanitetske službe, gubici 7. SS divizije za rujan 1943. iznosili su 99 poginulih, 581 ranjen i 95 nestalih, odnosno ukupno 775 vojnika.
Potpukovnik (SS-Obersturmbannführer) Heinrich Petersen, zapovjednik 13. SS pukovnije, direktni naredbodavac ubojstva preko sto civila u Splitskom polju, 13. studenog 1943. bio je odlikovan viteškim križem za zasluge.
Ušavši u Split, njemačke snage su bez otpora zarobile 3 talijanska generala, 202 časnika i 9.000 vojnika i podčasnika. Od strane njemačkog prijekog vojnog suda na smrt su osuđeni i strijeljani:
- general-bojnik Pelligra, zapovjednik topništva 18. talijanskog korpusa,
- general-bojnik Fulgosi, zapovjednik 17. obalne brigade,
- general-bojnik Poticardi, zapovjednik pionira 18. korpusa
- još 54 časnika iz divizije "Bergamo".

## Vanjske poveznice
- Operacija GEISERICH
- axis history forum